# Himacerus mirmicoides
Himacerus mirmicoides är en insektsart som först beskrevs av Oronzio Gabriele Costa 1834.  Himacerus mirmicoides ingår i släktet Himacerus, och familjen fältrovskinnbaggar. Arten är reproducerande i Sverige.

## Bildgalleri

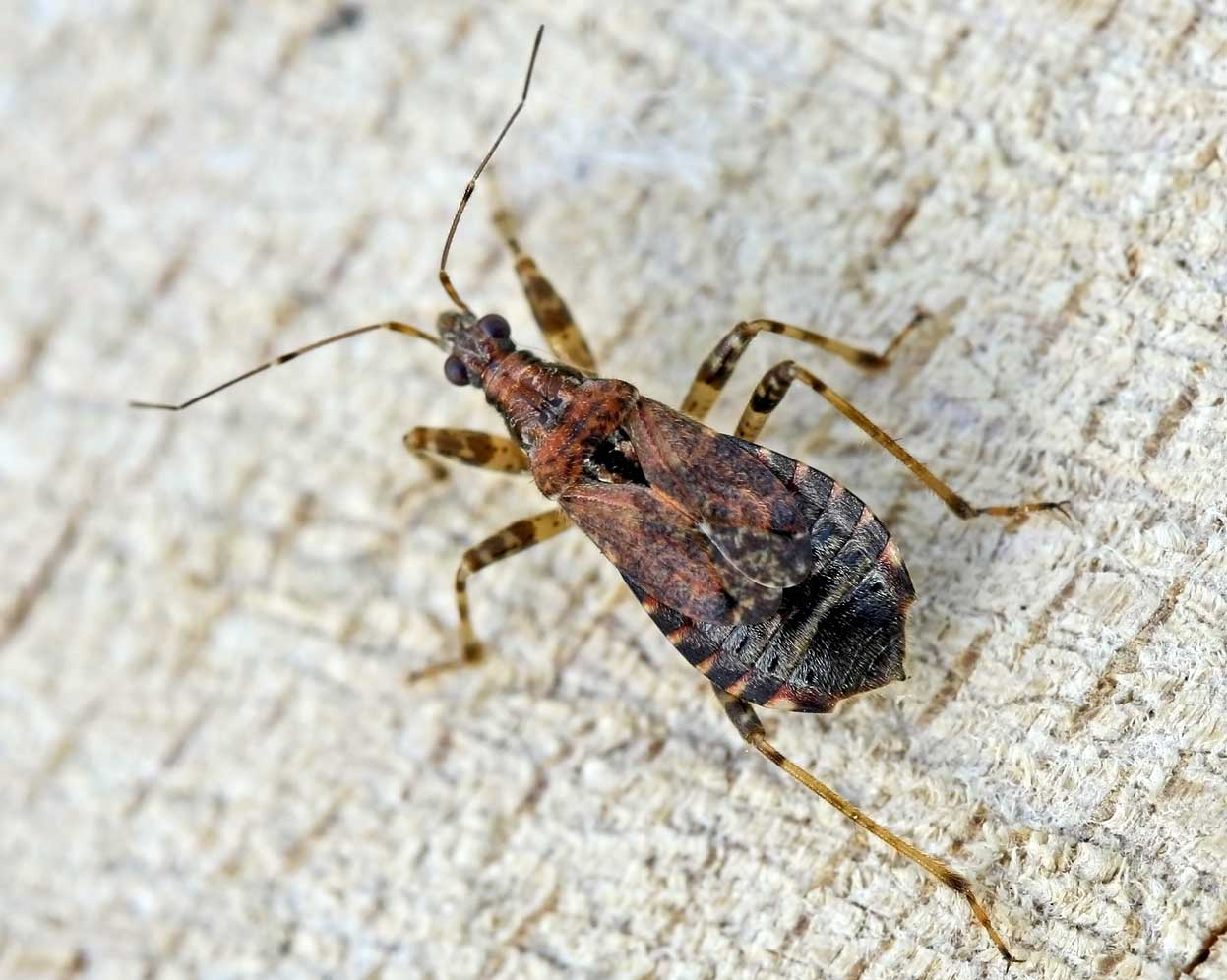
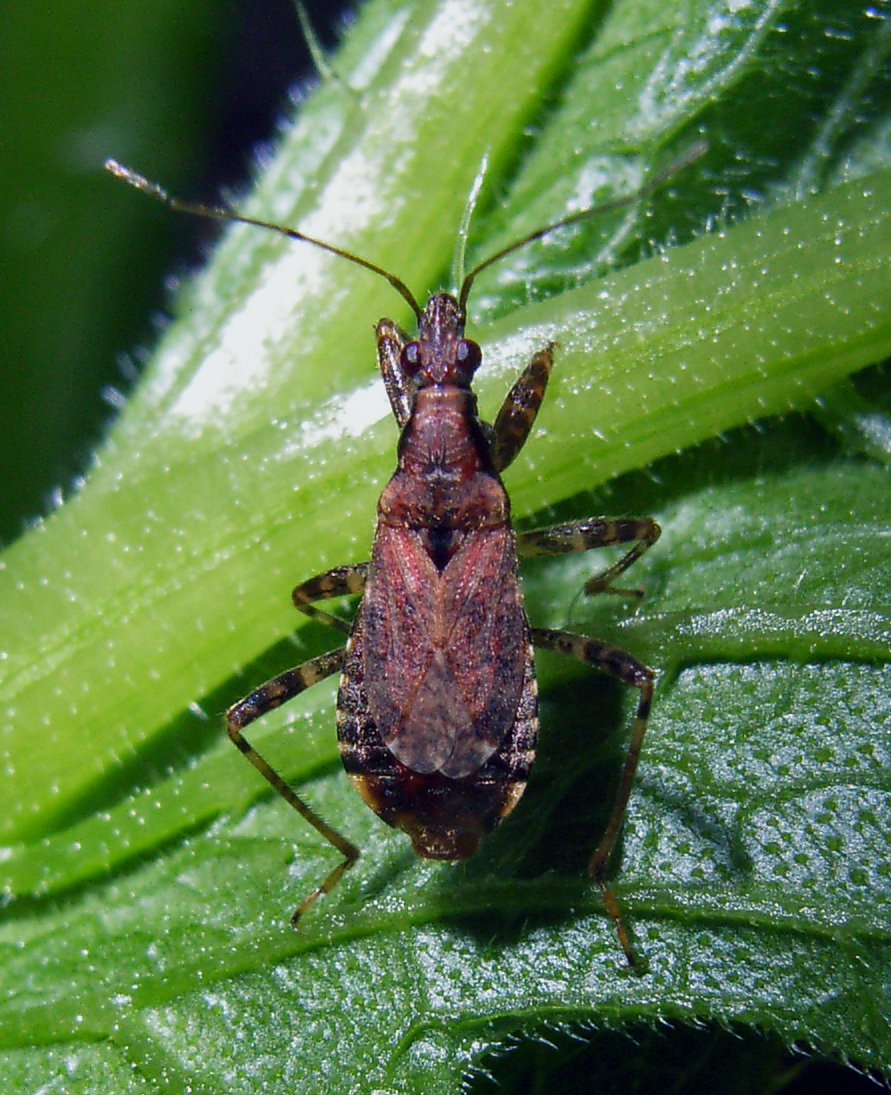
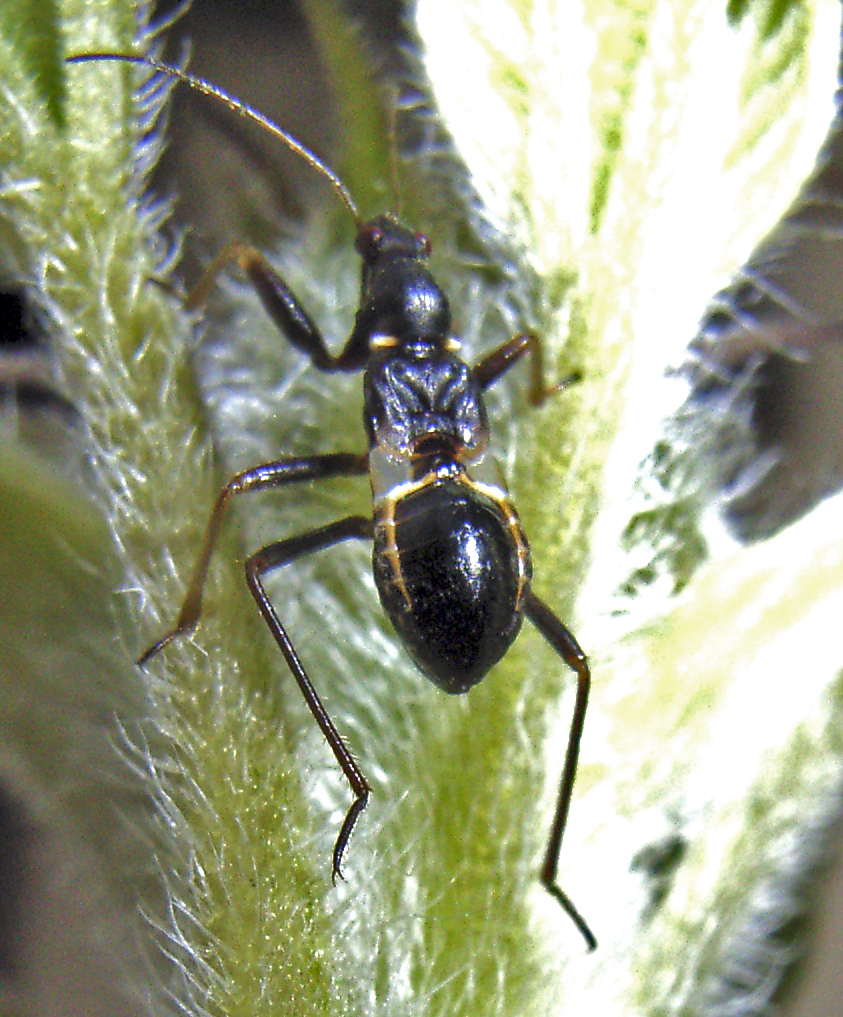
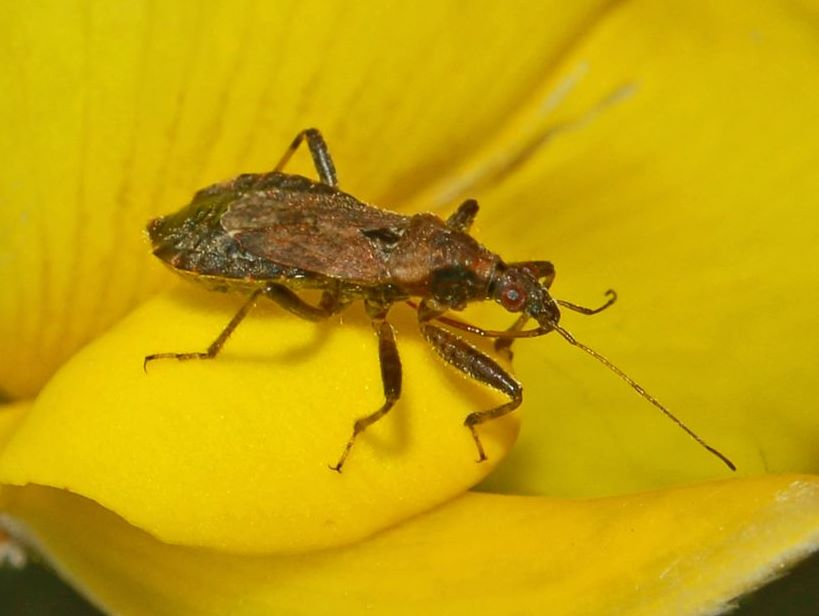